# Condo Vita Bellavista
Condominio Bellavista está ubicado en la zona de Barreal de Heredia cerca de los parques industriales, este está compuesto por dos torres Condominio Bellavista Torre 1, de 82 apartamentos, 11 pisos y 29,82 metros de altura el cual fue su primera etapa finalizada en el 2014 y Condominio Bellavista Torre 2 de 156 apartamentos, 21 pisos y 54,31 metros de altura finalizado un año después en el 2015. Este proyecto fue una inversión de capital costarricense, estadounidense y Chileno.,